# Lada Granta
El Lada Granta (designación AvtoVAZ:VAZ-2190 (del ruso: 'ВАЗ-2190')) es un coche ruso, hecho por el fabricante de automóviles AvtoVAZ, en asociación con el fabricante francés Renault; en el que se usa gran parte de los componentes de la mecánica del Dacia Logan y el Renault Clio de 2a generación, específicamente en un coche adaptado al mercado automotor de Rusia y de Europa oriental.
Lanzado en el año 2011, con el citado se espera reemplazar a los venerables VAZ-2104, 2105, 2107 y al Lada Samara en el mercado ruso, siendo cedida su producción (ante la larga lista de espera); al autofabricante también ruso IzhAvto de Izhevsk, en Udmurtia, Rusia, así como se da inicio a su exportación recién entrado el año 2012.

## Historia
Inicialmente el proyecto tendría como de costumbre un nombre industrial (su designación como vehículo de la AvtoVAZ sería el VAZ-2190), y tenía por objetivo inicial el ser un coche de "bajo coste" (del ruso: низкая стоимость). El nombre del coche fue elegido entre cientos de opciones presentadas en los concursos anunciados por la AvtoVAZ "para el nombre de un coche popular - de nombre popular". El ganador del concurso fue un residente de Krasnoyarsk, de nombre Pavel Zakharov, y como recompensa al autor del nombre del Lada Granta se le entregó durante el Moscú Motor Show 2010 un Lada Kalina.

## Características
El Lada Granta tiene instalado en la parte delantera un sistema de suspensión de juntas homocinéticas (tomadas de la Renault), y en la trasera se le hace una mejora a la disponible y que es heredada del Kalina. La barra de ángulo longitudinal (Castor) se alarga, y el pilar de soporte nuevo, dispone de un tipo de soportes de nuevo diseño para la barra estabilizadora, que ha sido específicamente modificado para el auto. Las ruedas traseras tienen una caída  positiva de  1 °. 
El coche dispone de  tres tipos de motores, dependiendo del modelo y las especificaciones de la variante:
- "Estándar 1"

- "Versión base" - Motor de 1,6 litros de cilindrada, de 8 válvulas; 80CV, y un par de 132 Nm.

- "Estándar 2"

- "Versión GLI" - Motor de 1,6 litros de 8 válvulas (con 2 por cilindro); 87CV, y un par de 140 Nm.

- "Estándar 3"

- "Versión de Lujo" - Motor de 1.6 litros, 16 válvulas (con 4 por cilindro); 98CV, y un par de 145 Nm.

## Descripción

### Transmisión
La transmisión es también compartida con el Lada Kalina, sigue sin cambios significativos, pero en el futuro va a cambiar el sistema de engranajes de accionamiento, y en sustitución de la tracción por torsión se le adaptará un sistema proveniente del Lada Largus. Como se ha indicado, el fabricante de las piezas del coche Granta ha dado un pretratamiento por galvanización, el cual es el mismo que se usa en el "Lada Kalina". El fabricante "AvtoVAZ" garantiza que para el cuerpo y las piezas de la carrocería habrá una garantía de 6 años contra la corrosión, sin embargo; afirmó que aún no hay en Moscú un distribuidor oficial del chapado del coche en cuestión por el momento.

## Véase también

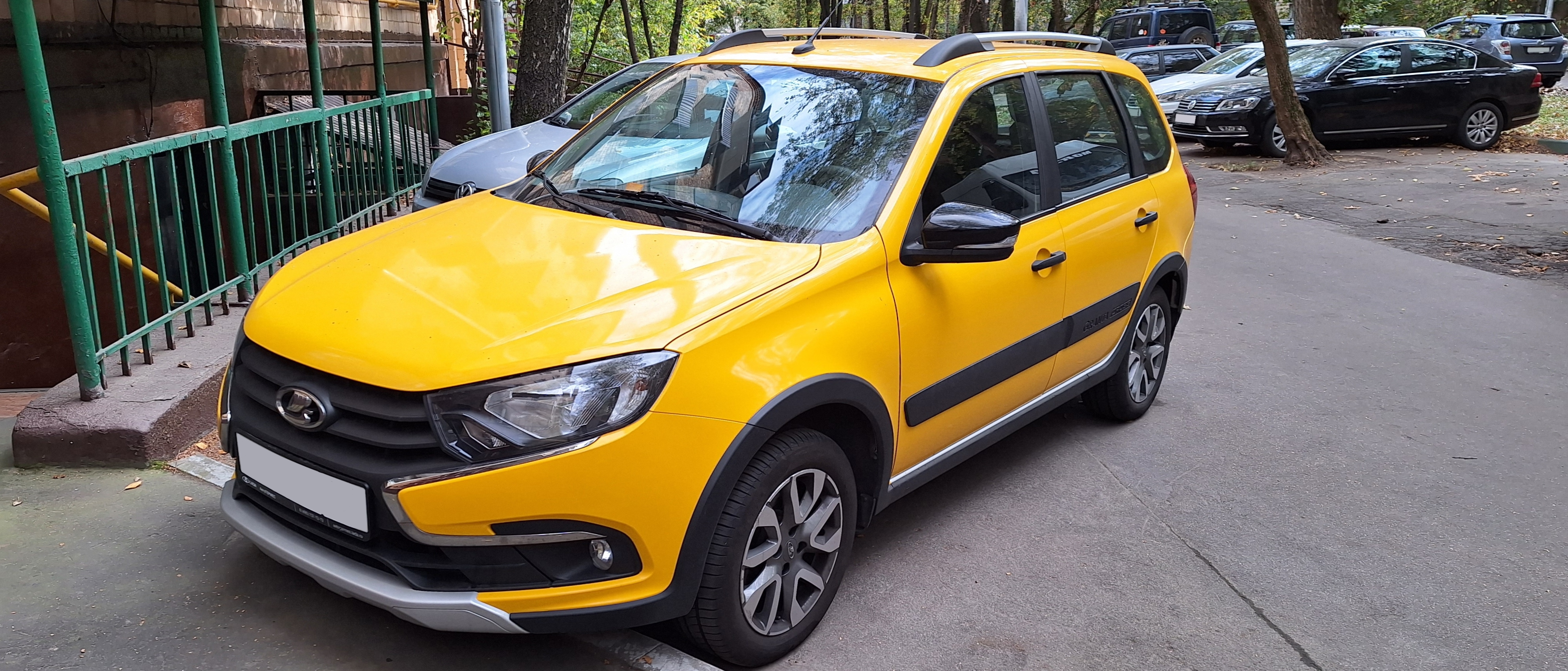
Lada Granta Cross

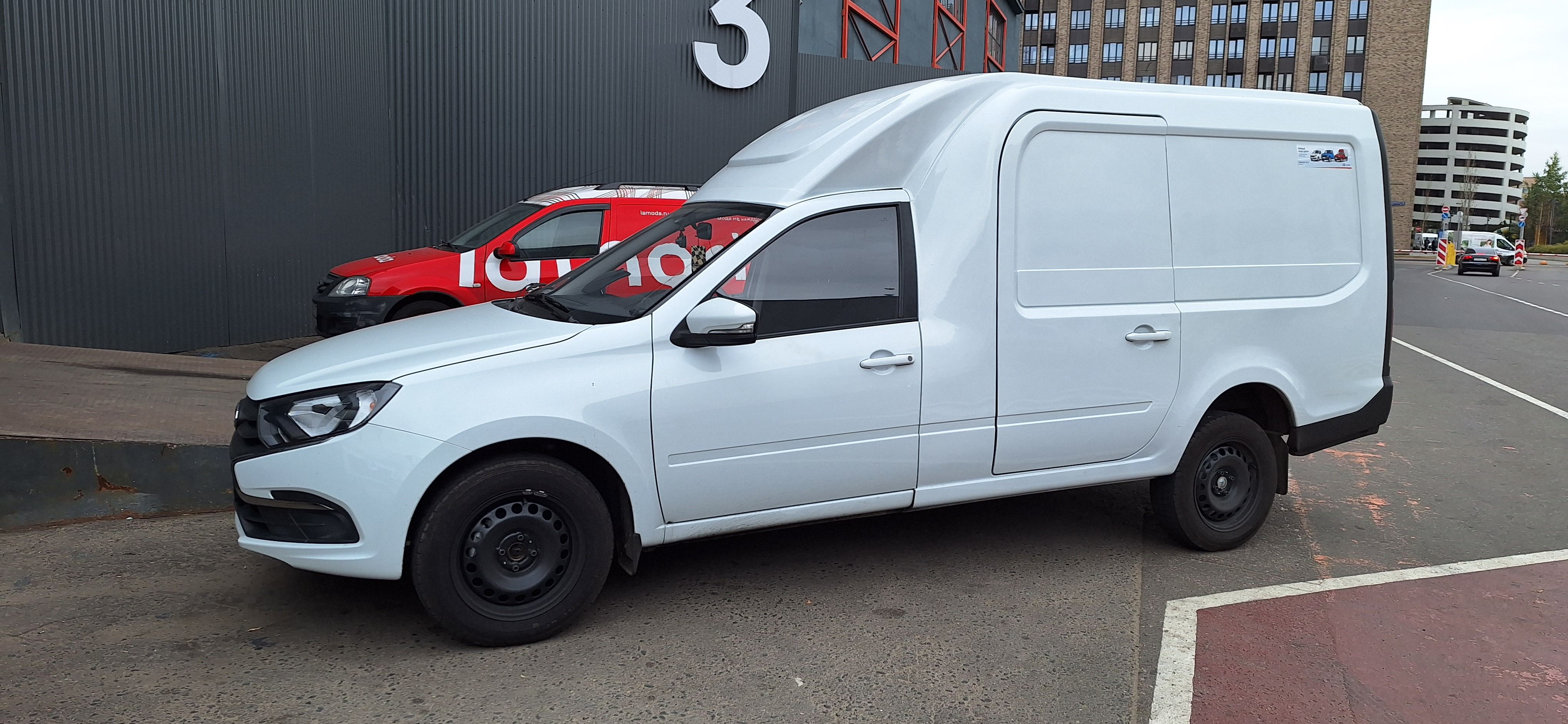
Furgón

### Equipamiento
| Modelo                                                      | Versión Estándar  | Versión GLI/Normal | Versión De Lujo   |
| ----------------------------------------------------------- | ----------------- | ------------------ | ----------------- |
| Potencia del motor (en HP)                                  | 80 hp (VAZ-11183) | 87 hp (VAZ-11186)  | 98 hp (VAZ-21126) |
| Velocidad máxima                                            | 164,5 km/h        | 167 km/h           | 168,5 km/h        |
| Airbag para el conductor                                    | ●                 | ●                  | ●                 |
| Airbag para el pasajero                                     | –                 | –                  | ●                 |
| Sistema ABS de frenado                                      | –                 | –                  | ●                 |
| Luces de baja intensidad                                    | ●                 | ●                  | ●                 |
| Dirección asistida                                          | –                 | ●                  | ●                 |
| Elevavidrios eléctrico                                      | –                 | ●                  | ●                 |
| Vidrio con desempañador (o climatizado)                     | –                 | –                  | ●                 |
| Aire acondicionado                                          | –                 | –                  | ●                 |
| Lunetas climatizadas                                        | –                 | –                  | ●                 |
| Sistemas de autobloqueo (chapas contra apertura accidental) | –                 | ●                  | ●                 |
| Computadora de ruta                                         | –                 | ●                  | ●                 |
| Sistemas de seguridad                                       | –                 | ●                  | ●                 |
| Radio FM - Reproductor de CD/MP3                            | –                 | –                  | ●                 |
| Asientos frontales climatizados                             | –                 | –                  | ●                 |